# Peralda quadriguttata
Peralda quadriguttata is een keversoort uit de familie lieveheersbeestjes (Coccinellidae). De wetenschappelijke naam van de soort is voor het eerst geldig gepubliceerd in 1909 door Sicard.